# Free and Open source Software Developers' European Meeting
FOSDEM to „Doroczne Europejskie Spotkanie Twórców Oprogramowania Wolnego i Otwartego” (ang. Free and Open Source Software Developers‘ European Meeting). Jest to dwudniowa konferencja odbywająca się co roku pod koniec lutego. Organizatorami są ochotnicy z Université Libre de Bruxelles w Belgii. Obecna nazwa obowiązuje od roku 2002, wcześniejsza to Europejskie Spotkanie Twórców Oprogramowania Open Source.
Wstęp na FOSDEM jest darmowy, jednak darowizny i sponsorzy są mile widziani i stanowią istotną pomoc w realizacji wydarzenia. W roku 2004 konferencję odwiedziło 2500 osób. Niemal co roku gościem jest Richard Stallman. Niezależnie od głównego harmonogramu sale są udostępniane na projekty indywidualne oraz prowadzenie dyskusji.
Od roku 2001 w czasie trwania konferencji przyznawana jest nagroda FSF Award for the Advancement of Free Software.